# Иидзима, Ясумаса
Ясумаса Иидзима (яп. 飯島泰雅 Иидзима Ясумаса, род. март 1962, Токио) — японский дипломат, генеральный консул Японии в Санкт-Петербурге с 2018 года.

## Биография
Ясумаса Иидзима родился в Токио в марте 1962 года. В марте 1985 года он окончил филологический факультет университета Васэда по специальности «История Восточных стран» и в апреле того же года поступил на службу в МИД Японии, где был назначен в «Отдел России» и «Отдел по обеспечению безопасности на море». Работал в посольствах Японии в Китае, Сингапуре, Туркменистане, Кыргызстане и Казахстане. В России работал в генеральном консульстве Японии во Владивостоке и Находке. В 2018 году был назначен на должность генеральный консула Японии в Санкт-Петербурге. Владеет японским, английским, русским и китайским языком.

### Общественная деятельность
Иидзима приступил к должности во время «перекрёстного года России и Японии». При нём началась реализация русско-японских проектов по модернизации городской среды Санкт-Петербурга. За время его работы к 2019 году было проведено более шестисот мероприятий, посвященных японской культуре. Так, ежегодно в Санкт-Петербурге проводится фестиваль «День Японии». 20 февраля 2020 года в гостинице «Астория» консульство организовало приём по случаю дня рождения императора Японии.

### Личная жизнь
Проживает с супругой в Санкт-Петербурге.